# Les Pieux
Les Pieux – miejscowość i gmina we Francji, w regionie Normandia, w departamencie Manche.
Według danych na rok 1990 gminę zamieszkiwały 3203 osoby, a gęstość zaludnienia wynosiła 210 osób/km² (wśród 1815 gmin Dolnej Normandii Les Pieux plasuje się na 56. miejscu pod względem liczby ludności, natomiast pod względem powierzchni na miejscu 229.).